# Gymnophragma
Gymnophragma là chi thực vật có hoa trong họ Acanthaceae.